# 용천로 (인천)

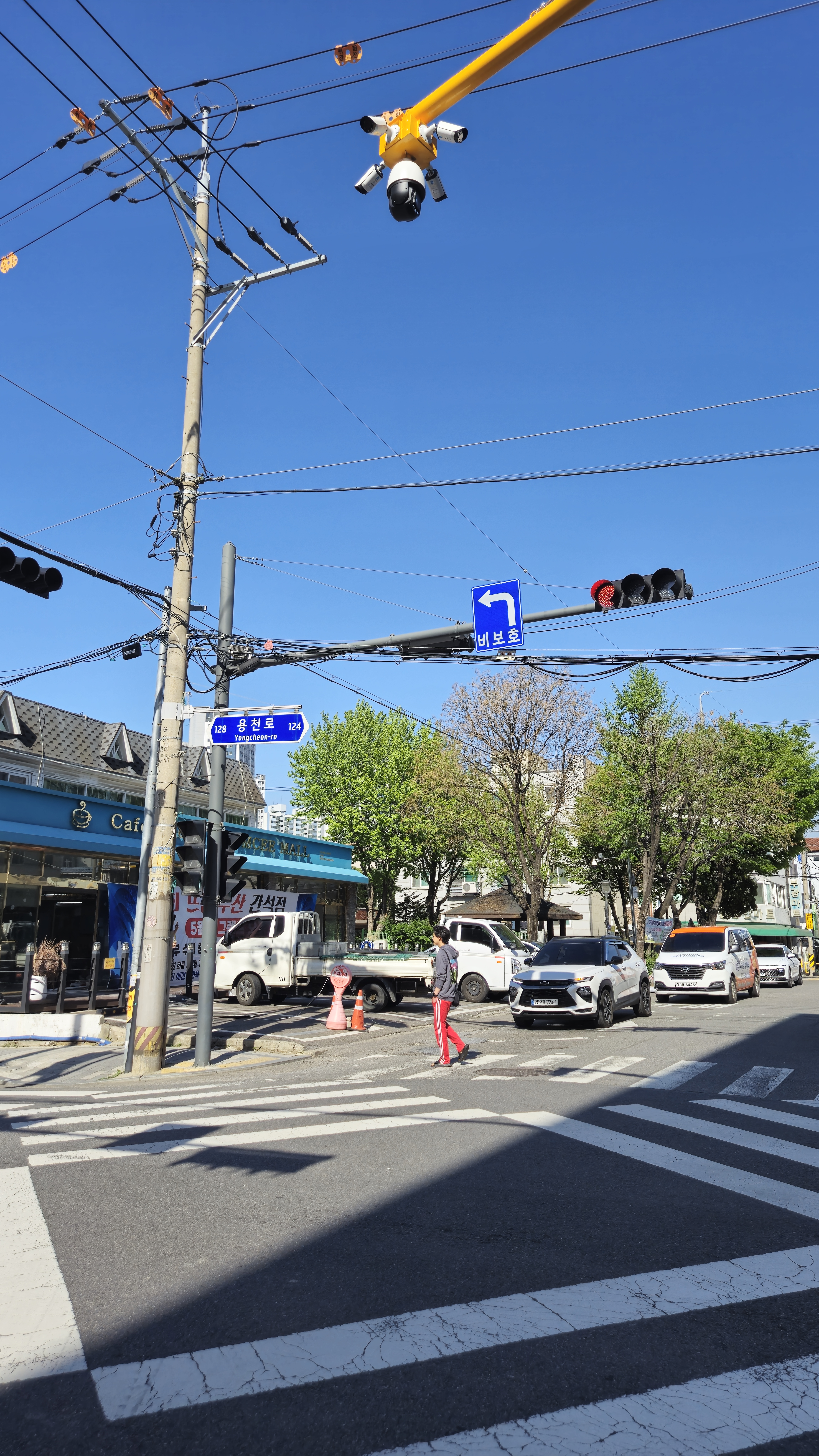
용천로 표지판

용천로는 인천광역시 남동구 구월동, 간석동, 만수동에 있는 도로이다. 구월동 1328을 기점으로 간석동 32-61을 종점으로 하는 도로이며, 2.15km(2,157m)의 길이를 가지고 있다. 

## 개요
용천로는 간석초등학교 북쪽 샘에서 용이 하늘로 올라갔다는 전설을 인용하여 2009년 11월 16일 제명 되었다. 구월동, 간석동, 만수동까지 남쪽에서 북쪽으로 가로지르며 올라가는 도로이다 보니 횡방향 도로와 대부분 교차한 경우가 많고, 석산로 교차점에 큰 언덕을 지나 경유하며 이후 만수동의 백범로와 교차이후 에도 산길 형태로 올라서는 도로가 되었다.
가지번호 도로가 상당히 많으며 가지번호와 연계되어 감싼 다른 도로(인천광역시 남동구 양지로)도 존재한다.

## 사진

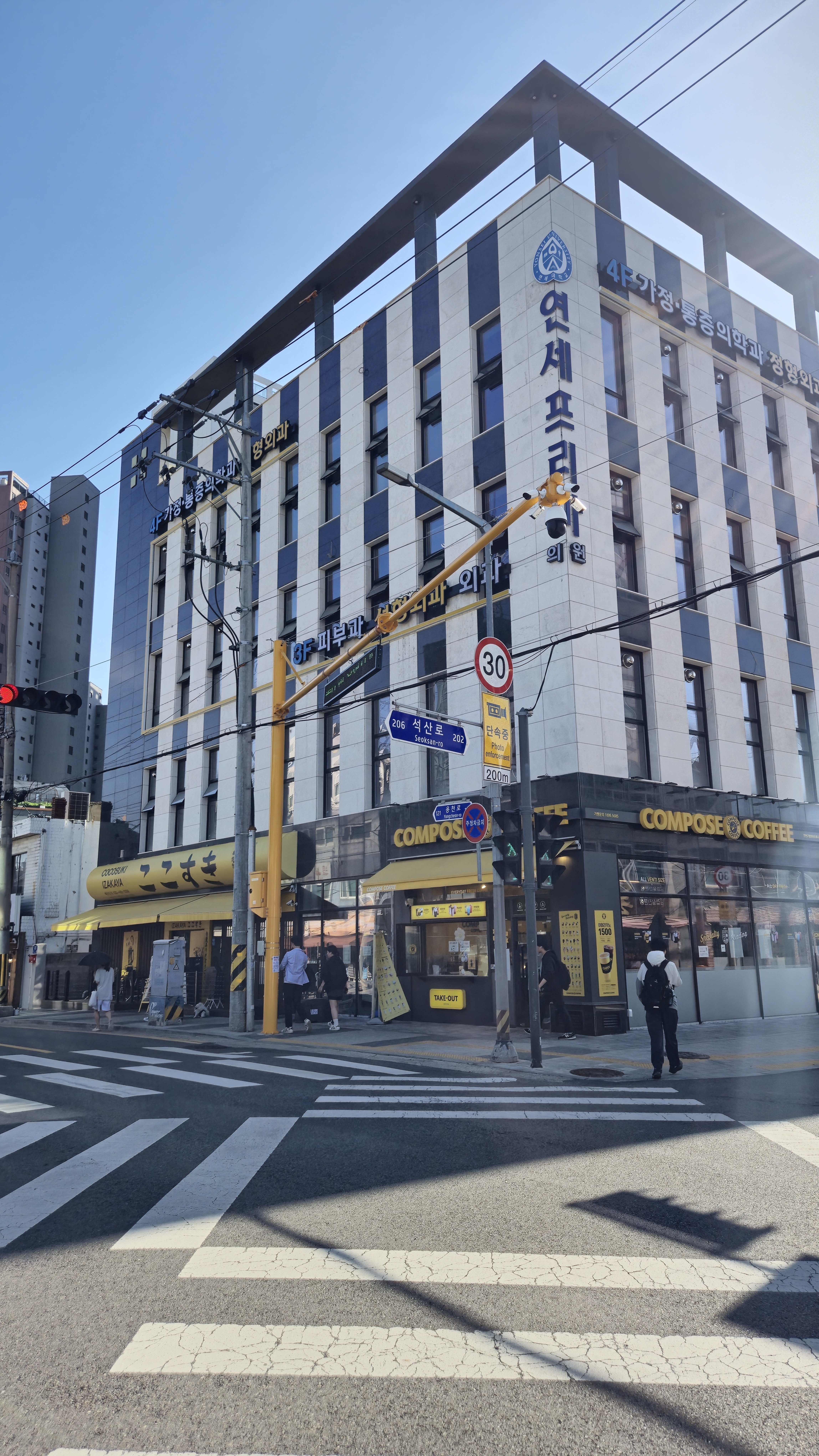
석산로와 용천로 교차로
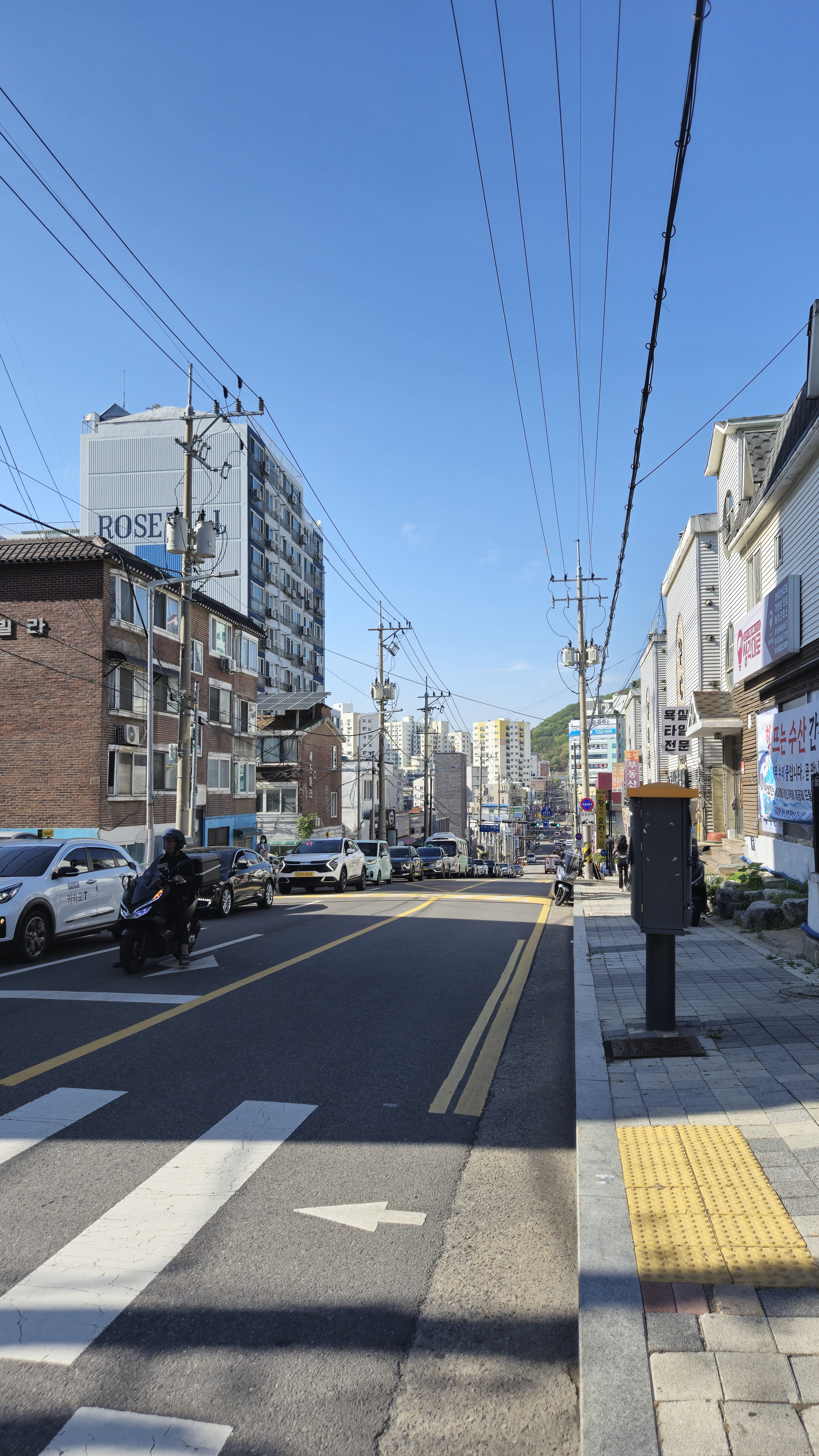
용천로 남측방향(구월동 방면)
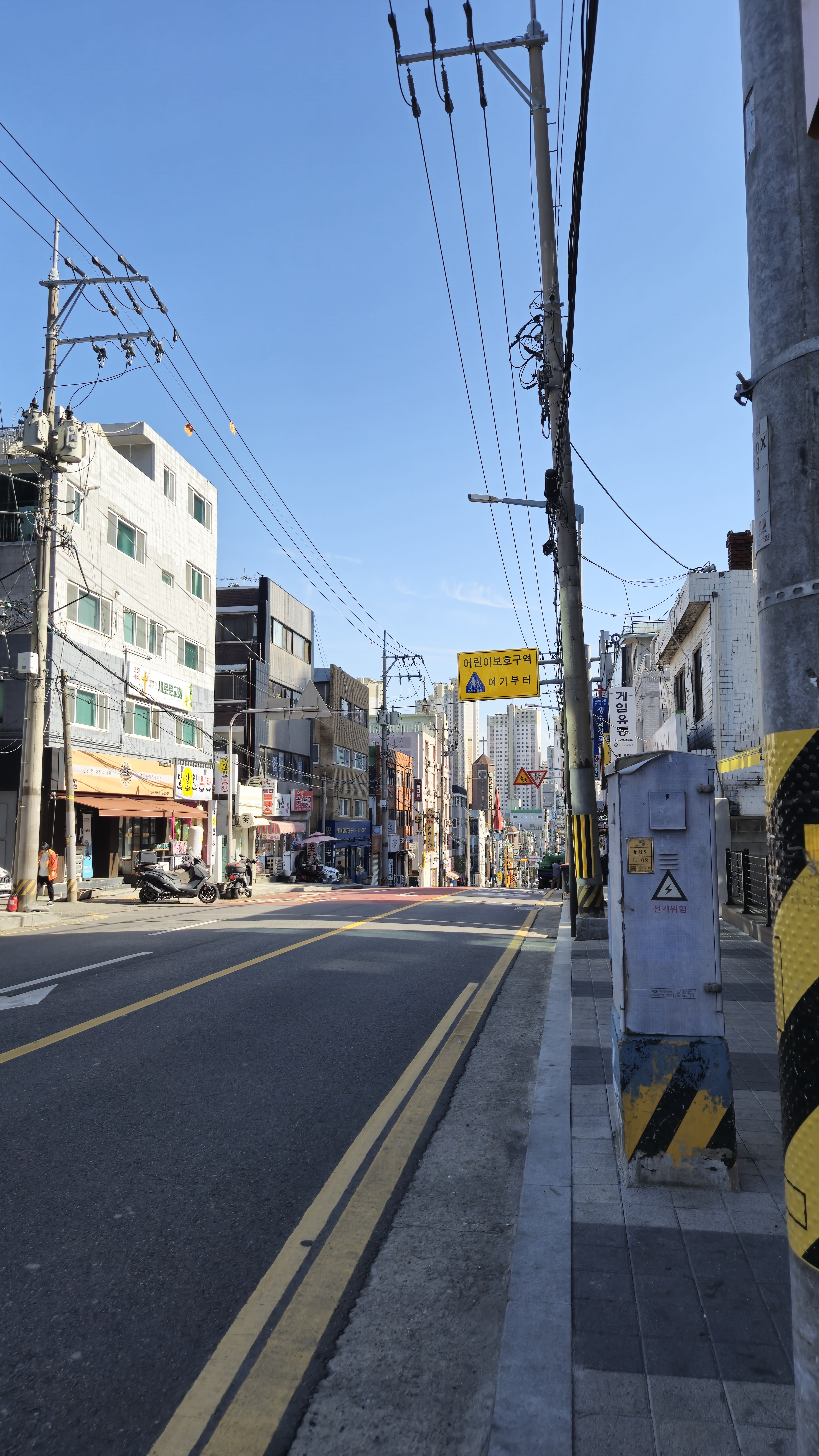
용천로 만수동 방면
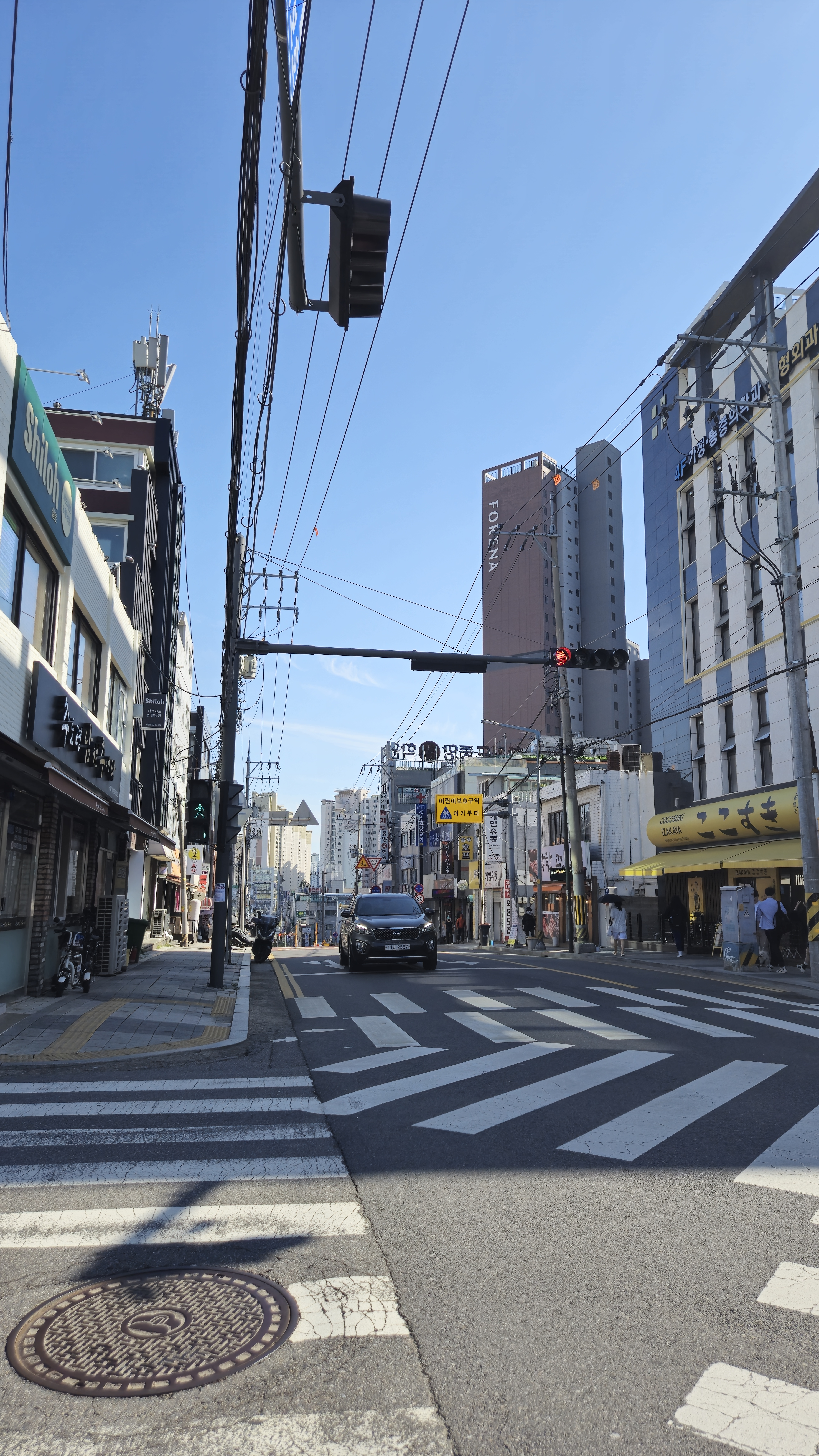
용천로와 석산로간의 교차로
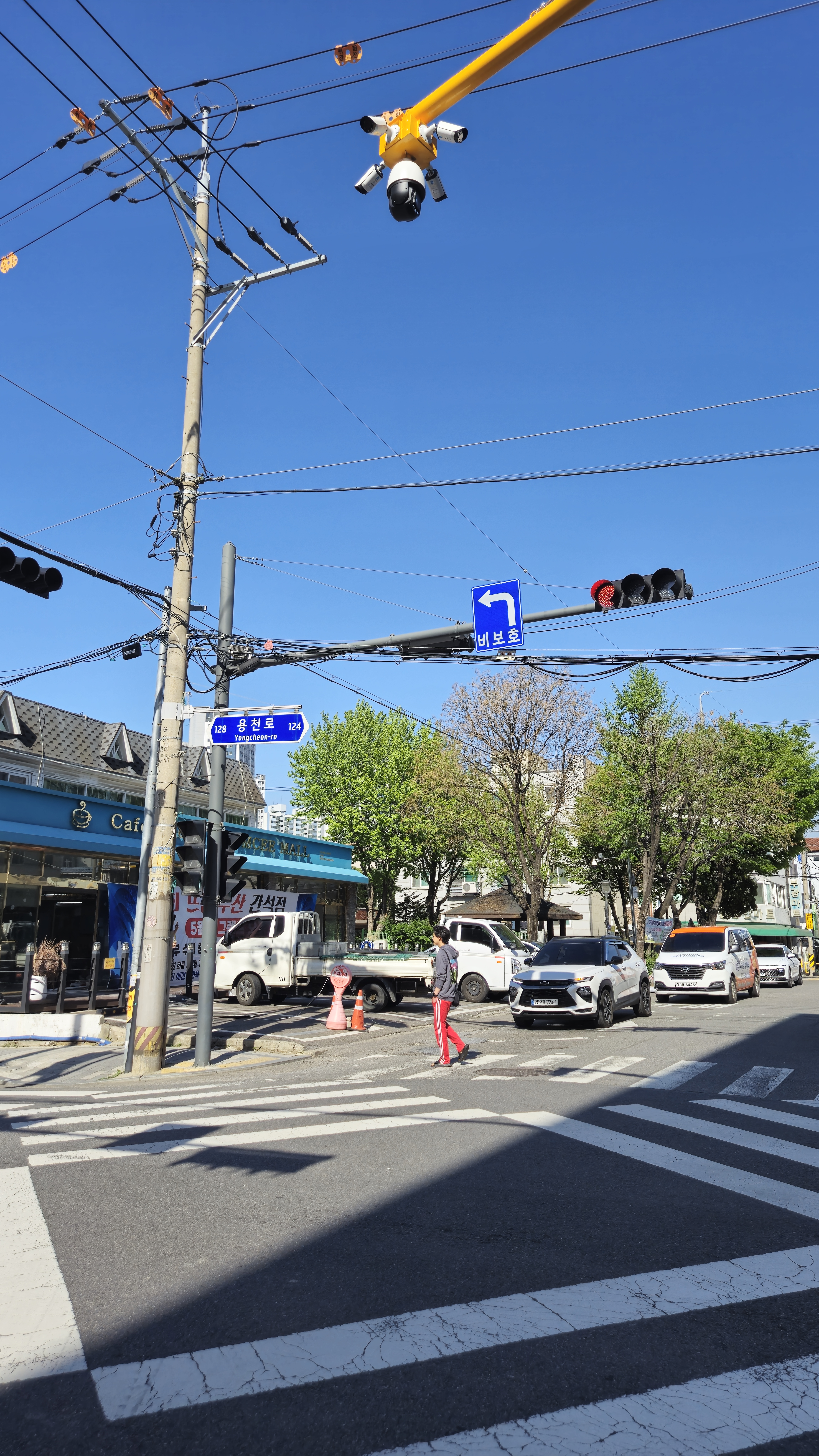
용천로 표지판(2025년)

## 인접한 도로
- 인주대로
- 구월남로
- 양지로
- 구월로
- 석산로
- 남동대로916번길
- 백범로
- 간석로